# Zdzisław Stelmaszuk
Zdzisław Stelmaszuk (ur. 23 maja 1936 w Przegalinach Dużych na Podlasiu) – polski dowódca wojskowy, generał dywizji Wojska Polskiego, inżynier, doktor nauk wojskowych, szef Wojsk Inżynieryjnych Ministerstwa Obrony Narodowej, szef Sztabu Generalnego Wojska Polskiego (1990–1992).

## Służba wojskowa
Służbę wojskową rozpoczął w 1954 jako podchorąży Oficerskiej Szkoły Wojsk Inżynieryjnych (OSWInż.) we Wrocławiu. Promowany na podporucznika w 1957. Po promocji dowódca plutonu saperów w 9 pułku Korpusu Bezpieczeństwa Wewnętrznego (KBW). W latach 1959–1960 dowódca plutonu w OSWInż. W latach 1960–1962 dowódca kompanii saperów w 9 pułku KBW.
Po ukończeniu w 1966 roku Wojskowej Akademii Technicznej im. Jarosława Dąbrowskiego w Warszawie, w stopniu kapitana – pomocnik dowódcy batalionu budowy mostów w 5 Brygadzie Saperów w Szczecinie, następnie do 1968 dowódca batalionu saperów w 5 Brygady Saperów. Przez cztery lata dowódca dywizyjnego batalionu saperów 7 Dywizji Desantowej. W latach 1972–1974 dowódca 9 Pułku Pontonowego w Chełmnie. Pułk zdobył tytuł przodującej jednostki w wojskach inżynieryjnych.
Po ukończeniu Akademii Sztabu Generalnego Sił Zbrojnych ZSRR im. Klimenta Woroszyłowa w Moskwie w 1976 dowódca 5 Brygady Saperów. Od 1978 szef Wojsk Inżynieryjnych Warszawskiego Okręgu Wojskowego, później zastępca i szef Wojsk Inżynieryjnych Ministerstwa Obrony Narodowej.
W 1987 zastępca szefa Sztabu Generalnego ds. operacyjnych. Od września 1989 do września 1990 dowódca Warszawskiego Okręgu Wojskowego. W latach 1990–1992 szef Sztabu Generalnego Wojska Polskiego. Inicjował pierwsze kontakty z NATO. Reorganizował Sztab Generalny WP.
Przez kolejny rok pozostawał w dyspozycji ministra Obrony Narodowej. W latach 1993–1994 był doradcą w Zespole Doradców ministra Obrony Narodowej. 
Zawodową służbę wojskową zakończył 7 października 1994. Mieszka w Warszawie.

## Wykształcenie wojskowe
- Oficerska Szkoła Wojsk Inżynieryjnych we Wrocławiu (1954–1957)
- Wojskowa Akademia Techniczna w Warszawie (1961–1966)
- Akademia Sztabu Generalnego SZ ZSRR im. K. Woroszyłowa w Moskwie (1974–1976)
- Akademia Sztabu Generalnego w Warszawie – studia doktoranckie 1986

## Awanse
- podporucznik – 1957
- porucznik – 1960
- kapitan – 1966
- major – 1968
- podpułkownik – 1972
- pułkownik – 1976
- generał brygady – 1983
- generał dywizji – 1988

## Odznaczenia
- Krzyż Komandorski Orderu Odrodzenia Polski (1986)
- Krzyż Kawalerski Orderu Odrodzenia Polski (1983)
- Złoty Krzyż Zasługi (1980)
- Srebrny Krzyż Zasługi (1972)
- Medal 40-lecia Polski Ludowej
- Złoty Medal Siły Zbrojne w Służbie Ojczyzny (1979)
- Srebrny Medal Siły Zbrojne w Służbie Ojczyzny
- Brązowy Medal Siły Zbrojne w Służbie Ojczyzny
- Złoty Medal Za Zasługi dla Obronności Kraju (1978)
- Srebrny Medal "Za zasługi dla obronności kraju"
- Brązowy Medal "Za zasługi dla obronności kraju"
- Brązowa Odznaka "Za Zasługi w Ochronie Porządku Publicznego"
- Odznaka „Za zasługi dla województwa ostrołęckiego” (1979)[1]
- Medal „Za umacnianie braterstwa broni” (ZSRR, 1984)[2]
- I inne